# アーマード・コア ナインブレイカー
『アーマード・コア ナインブレイカー』（ARMORED CORE NINE BREAKER）は、2004年10月28日にフロム・ソフトウェアから発売されたPlayStation 2用ロボットアクションゲーム。『アーマード・コアシリーズ』の9作目である。キャッチコピーは｢求めるものは、｢最強｣と言う名の称号―。｣。

## 概要
『AC』シリーズ9作目として位置づけられている作品で、9作目に因んでパッケージにはナインボールが起用された。
本作はシリーズで唯一シナリオが存在せず、オープニングムービーが用意されていない。

## ゲームシステム
本作ではアリーナモードとトレーニングモードが用意されている。特定条件をクリアすることで新規パーツを入手できる。そのため、パーツ入手やパーツチューニングに費用がかからなくなった。基本的なゲームシステムは前作『アーマード・コア ネクサス』（以下NX）を踏襲している。
アリーナモード
30位以下のランカーは脚部カテゴリーや重量、戦闘スタイルなどを指定することで、対戦する機体を自動生成することが出来る。
アリーナバトルはテストマッチと公式戦の2種類に分かれる。前者は上記した自動生成システムによって対戦相手を指定して行うものであり、後者はテストマッチを4回行うごとに出現する。それぞれ勝利することによってアリーナポイントを獲得し、一定のポイントを獲得すると昇格戦が開催される。これに勝利することによって上位ランクへと進んでいくことになる。
また、本作のアリーナには『電撃PS2』の企画（Dr.鍋島企画）で応募したプレイヤーの機体が登録されており、この企画で登録された機体のみ、ACにチューニングが施されている。
トレーニングモード
主にプレイヤーの技術向上のためのモード。30種類のトレーニングが難易度別に5つに細分化されており、全部で150種類ある。
各トレーニングプログラムをクリアすることによって、その成果に応じたポイントを獲得する。このポイントは隠しパーツの入手に関わってくるが、同時に称号を獲得することができる。この称号はアリーナで獲得したポイントも加算される。
パーツパラメータの修正と熱量システムの緩和
前作『NX』の熱量システム改悪による不評を受けて、本作ではブースターの出力・フレームの冷却が調整され、前作の『NX』と比べて熱量システムが緩和され、機動性が向上している。本作では実弾兵器の威力が距離によって変化するようになり、距離が長くなるほど攻撃力が徐々に低下する。また、ミサイルは発射された1基単位で加速度や追尾性能が変化するようになっており、加速段階では攻撃力は落ちるが追尾性能は高くなり、逆に最高速維持段階では攻撃力はピークとなり追尾性能は低下する。
次作『アーマード・コア ラストレイヴン』（以下LR）で採用された部位破壊システムが不評だった点と、本作の対戦バランスがそこそこ良いこともあって、対戦用のソフトとして用いられることが多い。
データコンバート
前作『NX』からのセーブデータのロードに対応。次作『LR』からのデータコンバートは不可。また、エンブレムのみ『アーマード・コア3 サイレントライン』以前のPS2ソフトのセーブデータからのロードにも対応している。

## 登場キャラクター
イツァム・ナー
「アークの女帝」の異名をとる女性レイヴン。シリーズ史上初の女性トップランカーであり、乗機は空中戦主体の中量二脚型AC「プロトエグゾス」。
ガトリングマシンガンとエネルギーマシンガンを巧みに操り、N系の中でも屈指の強さを誇る。
かつて自分に勝利した後に忽然と姿を消した真紅のACとの再戦を待ち望み、トップの座を維持し続けている。
ナインボール
トレーニングモードを制覇した果てに待ち受ける謎のAC。「過去の残像を再現したもの」として、過去作に登場したナインボールを模している。
既存のパーツで機体を構成しているように見えるが、そのスペックは通常のACを遥かに上回る。